# Jim Delaney (atleta)
Francis James Delaney, detto Jim (1º marzo 1921 – 2 aprile 2012), è stato un pesista statunitense.

## Palmarès

### Olimpiadi
- Argento a Londra 1948 nel getto del peso.